# Judenberater

Un Judenberater ou Judenreferent(en) (en français : « conseiller aux affaires juives ») opérant au sein du Judenreferat (en français : « service des affaires juives »), était un fonctionnaire SS supervisant la législation antijuive et les déportations de Juifs dans les pays sous leur responsabilité. Principaux architectes de la Shoah, la plupart d'entre eux étaient sous le commandement direct d'Adolf Eichmann,.

## Rôle
Le Judenreferent n'était pas un « conseiller » au sens littéral du terme, car il était déployé exclusivement dans des États alliés ou vaincus pour promouvoir des mesures anti-juives et leurs expulsions, et participait directement aux activités anti-juives avant et pendant la Seconde Guerre mondiale,.
En France et dans plusieurs autres pays occupés par l'Allemagne, les conseillers juifs étaient soumis au commandement disciplinaire du Sicherheitspolizei. Dans des pays alliés tels que la Bulgarie et la Roumanie, ils étaient subordonnés à l'attaché de police (Polizeiattaché) ou à l'ambassadeur d'Allemagne. Les « conseillers juifs » des SS reçurent exclusivement leurs instructions des Eichmannreferat, qui se tenaient au courant par le biais de « rapports d'activité réguliers et de comptes rendus de leurs actions ».
Selon Claudia Steur, les Judenberater peuvent être divisés en deux groupes : ceux comme Dannecker, Wisliceny, Brunner, Boßhammer et Abromeit étaient des confidents proches d'Adolf Eichmann et servirent de modèles aux autres « conseillers juifs ». Les autres furent lancés relativement tard dans la solution finale et leur « lutte pour le pouvoir, le prestige et la promotion sociale », fut un motif important pour leur participation ultérieure à l'Holocauste.

## Liste (non exhaustive)
- Belgique : Victor Humpert (1941), Kurt Asche (printemps 1941-1942), Fritz Erdmann (1942-1943), Felix Weidmann (1943-1944), Werner Borchardt (1944)[6]
- Bulgarie : Theodor Dannecker (décembre 1942 - août 1943)
- Croatie : Franz Abromeit (août 1942 - 1944)
- France : Carltheo Zeitschel (Paris, 1940-1942)[7], Theodor Dannecker (septembre 1940-août 1942), Heinz Röthke (depuis juillet 1942), Alois Brunner (juin 1943 - juillet 1944).
- Allemagne : Leopold Von Mildenstein (1934-1936) est l’un des premiers à détenir le titre de Judenreferent dans l’Allemagne nazie (en faveur d'une émigration massive des Juifs en Palestine[8]), sous le commandement général de Reinhard Heydrich[9].
- Grèce : Dieter Wisliceny (février 1943 - juin 1943), Alois Brunner (février 1943 - juin 1943), Anton Burger (mars 1944 - fin de 1944).
- Hongrie : Adolf Eichmann, Dieter Wisliceny, Theodor Dannecker, Franz Abromeit, Hermann Krumey, Otto Hunsche (mars 1944 - 1945)
- Italie : Theodor Dannecker (septembre 1943 - janvier 1944), Friedrich Boßhammer (janvier 1944 - 1945)
- Pays-Bas : Wilhelm Zoepf (juin 1941 - 1943)
- Roumanie : Gustav Richter (mars 1941 - 1944)
- Slovaquie : Dieter Wisliceny (août 1940 - 1944), Alois Brunner (septembre 1944 - 1945)
- Tunisie : Carltheo Zeitschel (1943-1944), Walter Rauff